# Juan de Grijalva
Juan de Grijalva (lub Juan de Grijalba) (ur. ok. 1480 w Cuellar w pobliżu Segowii, zm. 1527) – konkwistador hiszpański w Meksyku i Nikaragui
Pochodził z wysokiego rodu, dobrze ustosunkowanego na dworze królów Kastylii. Na Kubę przybył w roku 1511 u boku swego wuja, pierwszego gubernatora nowej kolonii. Był siostrzeńcem Diego Velázquez de Cuéllara. W 1518 dowodził jego ekspedycją na półwysep Jukatan odkrytego wcześniej przez Francisca Hernandeza de Cordobę Wyprawa miała na celu sprawdzić prawdziwość doniesień Córdoby o złocie i wysoko rozwiniętych cywilizacjach indiańskich na zachodzie.

## Od Cozumel do Veracruz
8 kwietnia 1518 Grijalva stanął na czele flotylli złożonej z czterech statków z 200 ludźmi załogi (inne źródła podają liczbę 450 żołnierzy). 1 maja wypłynął z Santiago de Cuba, kierując się na zachód wzdłuż północnych wybrzeży Kuby i następnie pokonując Cieśninę Jukatańską. Jego pilotem był Antonio de Alaminos z Palos. Wkrótce statki dotarły do wybrzeża Jukatanu, a ściślej do przybrzeżnej wyspy Cozumel, gdzie miało miejsce pierwsze lądowanie. Stąd – trzymając się północnego brzegu półwyspu – flotylla płynęła dalej na zachód, do Zatoki Campeche do wioski Potonchan. Tam stoczył bitwę z Majami, w której odniósł rany. Następnie okręty Grijalba popłynęły do portu w lagunie Terminos. Tam nad rzeką Tabascos zawarł przymierzę z Indianami, którzy zaopatrzyli wyprawę w prowiant, podarowali mu złote płyty uformowane w rodzaj napierśnika oraz skierowali do miasta Moxico. Płynąc wzdłuż wybrzeży Grijalva odnotował istnienie wielu imponujących budowli oraz kamienne krzyże, które tak przypominały mu kraj rodzinny, że nazwał te ziemie – jako pierwszy – Nową Hiszpanią.
U ujścia kolejnej rzeki (Cotaxtla?) na statki oczekiwał tłum Indian z białymi flagami. Była to delegacja wysłanników władcy Azteków, Montezumy, który już słyszał o białych przybyszach i o ich apetycie na złoto. Nakazał więc prowadzić z Hiszpanami pozorny handel wierząc, że obładowani złotem szybko odpłyną do swego kraju. Ku zdziwieniu Grijalvy konkwistadorom udawało się wymieniać niewiele warte europejskie świecidełka na złoto, srebro i drogie kamienie ogromnej wartości. Nagabywany przez swych ludzi, by założyć w tym miejscu kolonię, celem dalszego prowadzenia tak intratnej wymiany odmówił powołując się na polecenie wuja, który kazał mu jedynie dotrzeć jak najdalej. Postanowił płynąć dalej, ale najpierw wysłał na Kubę Pedra de Alvarado z informacjami o dotychczasowym przebiegu wyprawy.
Żeglując dalej na północny zachód i północ dotarł do dzisiejszego Tuxpán, a następnie odkrył leżącą naprzeciw Veracruz wyspę San Juan de Ulúa, a także inną, którą nazwał Wyspą Ofiar (hiszp. Isla de los Sacrificios), ze względu na znaczną liczbę ciał ludzi składanych w ofierze przez azteckich kapłanów. Stamtąd, nie mając żadnych instrukcji od Velazqueza i wobec tego, że jeden za statków zaczął przeciekać, zawrócono na Kubę. Wyprawa Grijalvy dotarła przypuszczalnie do 21° szer. geogr. północnej. Jakkolwiek ściśle wypełnił rozkazy i przywiózł znaczne ilości kruszców, wuj wyrzucał mu, że nie założył na wybrzeżu Meksyku stałej bazy wypadowej i odsunął od dowodzenia w przygotowywanej kolejnej – znacznie silniejszej – ekspedycji.

## Dalsze losy
Grijalva wrócił do Meksyku w roku 1523 by kontynuować podbój państwa Azteków zapoczątkowany przez Cortésa. Później brał udział w zdobywaniu Nikaragui, gdzie, w roku 1527, zginął wraz z dziewiętnastoma swymi ludźmi w zasadzce przygotowanej przez Indian.
Wyprawa Juana de Grijalvy w roku 1518 stała się bezpośrednim zaczynem podboju Meksyku, który rozpoczął się niemal natychmiast po jego powrocie do Santiago. On i jego ludzie byli pierwszymi Europejczykami, którzy dotarli do państwa Azteków i nawiązali kontakt z przedstawicielami Montezumy. Wielu członków jego wyprawy – jak Pedro de Alvarado, Francisco de Montejo y León, czy Bernal Díaz del Castillo – udało się wraz z Cortésem do Meksyku, gdzie odegrało czołowe role w podboju tego kraju.